# Bardral Urayasu
Il Bardral Urayasu (バルドラール浦安?) è una squadra giapponese di calcio a 5 di Urayasu, prefettura di Chiba, che milita in F. League.

## Storia
Fondata nel 1998 con il nome Predator, vince il suo primo trofeo nel 2006 conquistando una All Japan Championship. Nel 2007 cambia nome in Bardral Urayasu e partecipa per la prima volta alla F. League, la massima serie del campionato giapponese di calcio 5. Nella stagione 2007-2008 riesce a vincere la Puma cup.

## Colori e simbolo

### Colori
I colori della maglia del Bardral Urayasu sono il rosso e il bianco.

## Stadio
I Bardral Urayasu giocano le loro partite casalinghe all'Urayasu General Gymnasium, che contiene circa 1.780 posti.

## Palmarès

### Competizioni nazionali
- Puma Cup: 1

2007-2008
- All Japan Futsal Championship: 2006

1º posto

### Altri piazzamenti
- F. League: 2007-2008, 2008-2009

2º posto
- F. League: 2013-2014

3º posto